# روسلان نورالدینوف
روسلان نورالدینوف (زاده ۲۴ نوامبر ۱۹۹۱ در اندیجانهای اتحاد جماهیر شوروی) یک وزنه‌بردار ازبکستانی است.
او در المپیک ۲۰۱۶ ریو در دستهٔ ۱۰۵ کیلوگرم قهرمان شد و رکورد المپیک را به ۴۳۱ کیلوگرم ارتقا داد. همچنین در مسابقات جهانی تاکنون یک مدال طلا و یک مدال نقره به دست آورده‌است.

## نتایج
| سال            | ورزشگاه                     | وزن         | یک‌ضرب (کیلوگرم) | یک‌ضرب (کیلوگرم) | یک‌ضرب (کیلوگرم) | یک‌ضرب (کیلوگرم) | دوضرب (کیلوگرم) | دوضرب (کیلوگرم) | دوضرب (کیلوگرم) | دوضرب (کیلوگرم) | مجموع  | رتبه   |
| سال            | ورزشگاه                     | وزن         | ۱               | ۲               | ۳               | رتبه            | ۱               | ۲               | ۳               | رتبه            | مجموع  | رتبه   |
| المپیک         | المپیک                      | المپیک      | المپیک          | المپیک          | المپیک          | المپیک          | المپیک          | المپیک          | المپیک          | المپیک          | المپیک | المپیک |
| -------------- | --------------------------- | ----------- | --------------- | --------------- | --------------- | --------------- | --------------- | --------------- | --------------- | --------------- | ------ | ------ |
| ۲۰۱۲           | لندن، بریتانیا              | ۱۰۵ کیلوگرم | ۱۸۴             | ۱۸۸             | ۱۹۰             | ۵               | ۲۲۰             | ۲۲۶             | ۲۲۶             | ۳               | ۴۰۴    | ۴      |
| ۲۰۱۶           | ریو دو ژانیرو، برزیل        | ۱۰۵ کیلوگرم | ۱۹۰             | ۱۹۴             | ۱۹۷             | ۲               | ۲۲۵             | ۲۳۰             | ۲۳۷             | ۱               | ۴۳۱    | 1      |
| قهرمانی جهان   |                             |             |                 |                 |                 |                 |                 |                 |                 |                 |        |        |
| ۲۰۱۰           | آنتالیا، ترکیه              | ۸۵ کیلوگرم  | ۱۶۵             | ۱۶۵             | ۱۶۹             | ۷               | ۱۹۷             | ۱۹۷             | ۲۰۱             | ۱۰              | ۳۶۲    | ۱۰     |
| ۲۰۱۱           | پاریس، فرانسه               | ۹۴ کیلوگرم  | ۱۷۷             | ۱۷۷             | ۱۸۰             | ۸               | ۲۱۵             | ۲۲۱             | ۲۲۵             | 2               | ۳۹۸    | ۵      |
| ۲۰۱۳           | وروتسواف، لهستان            | ۱۰۵ کیلوگرم | ۱۹۰             | ۱۹۰             | ۱۹۵             | 1               | ۲۲۵             | ۲۳۰             | ۲۳۵             | 1               | ۴۲۵    | 1      |
| ۲۰۱۴           | آلماتی، قزاقستان            | ۱۰۵ کیلوگرم | ۱۸۵             | ۱۹۰             | ۱۹۳             | 1               | ۲۲۰             | ۲۳۰             | ۲۳۹             | 3               | ۴۳۲    | 2      |
| 2018           | عشق‌آباد، ترکمنستان          | ۱۰۹ کیلوگرم | 187             | 189             | 189             | --              | 222             | 227             | 238             | 3               | --     | --     |
| 2021           | تاشکند، ازبکستان            | ۱۰۹ کیلوگرم | 185             | 185             | 189             | 3               | 227             | 236             | 242             | 2               | 421    | 2      |
| 2022           | بوگوتا، کلمبیا              | ۱۰۹ کیلوگرم | 177             | 177             | 180             | 1               | 217             | 220             | 220             | 1               | 397    | 1      |
| بازی‌های آسیایی |                             |             |                 |                 |                 |                 |                 |                 |                 |                 |        |        |
| ۲۰۱۰           | گوانگ‌ژو، جمهوری خلق چین     | ۹۴ کیلوگرم  | ۱۷۰             | ۱۷۵             | ۱۷۵             | ۴               | ۲۰۵             | ۲۰۹             | ۲۱۴             | ۴               | ۳۷۹    | ۵      |
| 2018           | جاکارتا، اندونزی            | 105 کیلوگرم | 183             | 187             | 191             | 1               | 222             | 230             | --              | 1               | 421    | 1      |
| قهرمانی آسیا   |                             |             |                 |                 |                 |                 |                 |                 |                 |                 |        |        |
| ۲۰۱۱           | تانگلینگ، جمهوری خلق چین    | ۹۴ کیلوگرم  | ۱۶۰             | ۱۶۰             | ۱۶۰             | 6               | ۲۰۰             | ۲۰۰             | ۲۰۰             | ۵               | ۳۶۰    | ۵      |
| ۲۰۱۲           | پیونگتائک، کره جنوبی        | ۱۰۵ کیلوگرم | ۱۸۰             | ۱۸۴             | ۱۸۷             | 2               | ۲۲۰             | ۲۲۸             | ۲۳۰             | 1               | ۴۰۴    | 1      |
| ۲۰۱۳           | آستانه (قزاقستان), قزاقستان | ۱۰۵ کیلوگرم | ۱۸۵             | ۱۹۰             | ۱۹۶             | 1               | ۲۲۰             | ۲۳۰             | --              | 1               | ۴۲۰    | 1      |
| ۲۰۱۶           | تاشکند، ازبکستان            | ۱۰۵ کیلوگرم | ۱۸۳             | ۱۸۸             | ۱۹۱             | 1               | ۲۲۵             | ۲۳۰             | ۲۳۵             | ۴               | ۴۲۶    | ۴      |
| 2020           | تاشکند، ازبکستان            | 109 kg      | 183             | 188             | 188             | 3               | ۲۲۸             | ۲۳۵             | ۲۴۱ CWR         | 1               | 429    | 1      |
| 2023           | جینگجو، کره جنوبی           | 109 kg      | 170             | 175             | 177             | 2               | 213             | 221             | 228             | 1               | 405    | 1      |
| یونیورسیاد     |                             |             |                 |                 |                 |                 |                 |                 |                 |                 |        |        |
| ۲۰۱۳           | قازان، روسیه                | ۱۰۵ کیلوگرم | ۱۸۴             | ۱۸۸             | ۱۹۰             | ۱               | ۲۱۵             | ۲۲۲             | --              | ۳               | ۴۱۲    | 1      |